# États-Unis aux Jeux olympiques d'hiver de 1932
Les États-Unis participent aux Jeux olympiques d'hiver de 1932 organisés à Lake Placid, aux États-Unis. La délégation américaine remporte douze médailles, six d'or, quatre d'argent et deux de bronze, et se classe au premier rang du tableau des médailles. Elle compte 64 athlètes : 58 hommes et 6 femmes.

## Médaillés
| Médaille                            | Nom                                                          | Sport               | Compétition          |
| ----------------------------------- | ------------------------------------------------------------ | ------------------- | -------------------- |
| Médaille d'or, Jeux olympiques      | Curtis Stevens Hubert Stevens                                | Bobsleigh           | Bob à deux hommes    |
| Médaille d'or, Jeux olympiques      | Eddie Eagan Billy Fiske Clifford Gray Jay O'Brien            | Bobsleigh           | Bob à quatre hommes  |
| Médaille d'or, Jeux olympiques      | Jack Shea                                                    | Patinage de vitesse | 500 mètres hommes    |
| Médaille d'or, Jeux olympiques      | Jack Shea                                                    | Patinage de vitesse | 1 500 mètres hommes  |
| Médaille d'or, Jeux olympiques      | Irving Jaffee                                                | Patinage de vitesse | 5 000 mètres hommes  |
| Médaille d'or, Jeux olympiques      | Irving Jaffee                                                | Patinage de vitesse | 10 000 mètres hommes |
| Médaille d'argent, Jeux olympiques  | Percy Bryant (en) Henry Homburger Edmund Horton Paul Stevens | Bobsleigh           | Bob à quatre hommes  |
| Médaille d'argent, Jeux olympiques  | Sherwin Badger Beatrix Loughran                              | Patinage artistique | Couples              |
| Médaille d'argent, Jeux olympiques  | Équipe des États-Unis de hockey sur glace                    | Hockey sur glace    | Hommes               |
| Médaille d'argent, Jeux olympiques  | Eddie Murphy (en)                                            | Patinage de vitesse | 5 000 mètres hommes  |
| Médaille de bronze, Jeux olympiques | John Heaton Robert Minton                                    | Bobsleigh           | Bob à deux hommes    |
| Médaille de bronze, Jeux olympiques | Maribel Vinson                                               | Patinage artistique | Femmes               |